# Оглодак (остров)
Оглодак (англ. Oglodak Island) — небольшой остров в составе группы Андреяновских островов, которые в свою очередь входят в состав Алеутских островов. В административном отношении относится к зоне переписи населения Западные Алеутские острова, штат Аляска, США.
Расположен к западу от острова Атка и к востоку от острова Тагалак. Составляет примерно 2 км в длину. Площадь острова — 3,5 км². Максимальная высота — 151 м над уровнем моря.